# Solothurn–Zollikofen–Bern-Bahn
Die Solothurn-Zollikofen-Bern-Bahn (SZB) war eine Bahngesellschaft in den Kantonen Solothurn und Bern in der Schweiz. Sie entstand 1922 durch die Fusion der Bern-Zollikofen-Bahn (BZB) mit der Elektrischen Schmalspurbahn Solothurn–Bern (ESB). Die SZB ging 1973 eine Zusammenarbeit mit den Vereinigten Bern-Worb-Bahnen (VBW) ein, mit denen sie schliesslich 1984 zum Unternehmen Regionalverkehr Bern–Solothurn (RBS) fusionierte. Diese betreibt heute die ehemaligen SZB-Strecken Solothurn–Bern und Unterzollikofen–Bern.

## Geschichte

Prioritätsaktie über 150 Franken der Solothurn-Zollikofen-Bern-Bahn vom 18. Dezember 1961

Die Fusion kam per 1. Januar 1922 auf Antrag des Kantons Bern zustande.
Nach der Fusion sollten nach einer Expertise folgende bauliche Massnahmen ergriffen werden:
- Erstellung der so genannten Rütti-Umfahrungslinie Zollikofen–Worblaufen mit Dreischienengleis
- Verlegung der Rollschemelanlage von Zollikofen nach Worblaufen
- Umbau der Stationsanlage Worblaufen mit neuem Aufnahmegebäude
- Verlegung der in der Strasse verlaufenden Linie der BZB zwischen Worblaufen und Bern-Tierspital auf Eigentrasse

Der erste durchgehende Zug Solothurn–Bern konnte am 1. Oktober 1924 verkehren.
Durch den Wegfall des Umsteigens in Zollikofen nahm der Verkehr bis 1930 stark zu, danach stellte sich in den Krisenjahren eine Stagnation ein, bis der Zweite Weltkrieg ausbrach und durch Rationierung von Brennstoffen und Pneus eine bedeutende Verkehrssteigerung eintrat.
Während der ganzen Zeit wurden normalspurige Güterwagen befördert.
Am 1. Januar 1974 trat der Betriebsvertrag mit den VBW in Kraft. Die Einführung des neuen Betriebskonzepts am 26. Mai 1974 läutete ein neues Zeitalter ein. Die neue Zufahrt nach Bern machte aus den Bahnen ein leistungsfähiges Vorortsverkehrsmittel. Ebenfalls in diesem Jahr wurde die Fahrgastselbstbedienung mit Billettautomaten auf den ganzen Vorortbereich erweitert.
Ab 1975 wurden die Signale mit Magneten (ISR 72) für die automatische Zugsicherung ergänzt.
Ab 1976 wurde die Strecke Worblaufen–Oberzollikofen zweigleisig ausgebaut. Die zweigleisige Strecke konnte am 23. Mai 1979 in Betrieb genommen werden. Das zweite Gleis besitzt allerdings keine dritte Schiene.

## Strecke

### Technische Daten (1979)
- Totale Gleislänge:               55,00 km
- Eigentumslänge:                  35,899 km
- davon Doppelspur:                6,125 km
- Länge des Dreischienengleises:   3,500 km
- Private Anschlussgleise, Anzahl  4
- Private Anschlussgleise, Länge   2,500 km
- Grösstes Gefälle:                28 / 45 Promille
- Anzahl Stationen/Haltestellen:   24
- Tunnels:                         3
- Brücken über 10 m Länge:         4
- Stromart                         1250 Volt Gleichstrom

### Streckenentwicklung und Hochbauten
- 1924: Inbetriebnahme der Rüttilinie
- 1955: Einbau eines Streckenblockes
- 1955–1957: Verlegung des Streckengleises Worblaufen–Unterzollikofen auf eigenen Bahnkörper
- 1956: Neubau des Stationsgebäudes Tiefenau
- 20. November 1965: Unterirdische Einführung in den Bahnhof Bern
- 20. November 1965: Inbetriebnahme der doppelspurigen Aarebrücke in Worblaufen
- 17. Oktober 1966: Eröffnung Busbetrieb Münchenbuchsee–Zollikofen (Linie M)
- 1974: Aufhebung der Strecke Unterzollikofen–Zollikofen
- 1974: Doppelspur Worblaufen–Bern in Tieflage ist fertiggestellt
- 26. Mai 1974: Unterirdische Einführung VBW in den Bahnhof Bern
- 1974: Eröffnung des Bahnhofhochhauses Worblaufen mit Sitz der Geschäftsleitung
- 5. März 1975: Eröffnung der Haltestelle Schönbühl Shoppyland (Einkaufszentrum)
- 1978: Bau des Depots 2 in Worblaufen
- Mai 1979: Inbetriebnahme Doppelspur Worblaufen–Oberzollikofen
- Auf Fahrplanwechsel 22/23. Mai 1984: Stilllegung der Bedarfs-Haltestelle Jegenstorf Spital

## Rollmaterial
- 1949–1959: Umbau aller Überlandfahrzeuge von Vakuum- auf Druckluftbremsen
- 1950: dank Mitteln aus der Privatbahnhilfe werden drei neue Pendelzugkompositionen für den Überlandverkehr angeschafft
  - SZB BCFe 4/4 4–6
- 1955: Anschaffung von drei neuen Pendelzügen für den Vorortsverkehr
  - SZB CFe 4/4 21–23
- 1974: Anschaffung der neuen Pendelzüge Be 4/8 zusammen mit den VBW (41–47, 60–61)
  - SZB Be 4/8 48–52 (1974)
  - SZB Be 4/8 53 (1977)
  - SZB Be 4/8 54–59 (1978)